# Мацукадзе (1924)
Мацукадзе (Matsukaze, яп. 松風) — ескадрений міноносець Імперського флоту Японії, який взяв участь у Другій світовій війні.
Корабель, який став четвертим (за датою закладання) серед есмінців типу «Камікадзе», спорудили у 1924 році на верфі ВМФ у Майдзуру.
На момент вступу Японії до Другої світової війни Мацукадзе належав до 5-ї дивізії ескадрених міноносців, яка 29 листопада 1941-го прибула з Японії до Мако (важлива база ВМФ на Пескадорських островах у південній частині Тайванської протоки). 7 грудня Мацукадзе разом зі ще одним есмінцем та легким крейсером вийшли для супроводу 3 важких крейсерів, які забезпечували дистанційне прикриття висадок кількох допоміжних десантів на півночі Філіппін. 14 грудня загін повернувся до Мако, а за кілька діб Мацукадзе залучили в межах операцій з висадки головних сил у затоці Лінгайєн (північно-західне узбережжя острова Лусон), яка відбулася в ніч проти 22 грудня.
З 31 грудня 1941-го Мацукадзе разом з іншими численними есмінцями ескортував Третій Малайський конвой, який мав доправити з Формози чергову партію японських військ на півострів Малакка (вторгнення сюди почалось ще 8 грудня, у день нападу на Перл-Гарбор — тільки по інший бік лінії зміни дат). 8 січня 1942-го основна частина транспортів прибула до Сінгори (наразі Сонгкхла) в одній з найпівденніших провінцій Сіаму поблизу кордону з британською Малаєю, а 18 січня Мацукадзе повернувся на Формозу.
На початку лютого 1942-го розпочався рух конвоїв у межах підготовки десанту на головний острів Нідерландської Ост-Індії — Яву. 6—10 лютого Мацукадзе та ще один есмінець супроводили з Такао (наразі Гаосюн на Тайвані) до Камрані четверту групу транспортів із 8 суден. 18 лютого з Камрані вийшли 56 транспортів, при цьому первісно їхній безпосередній ескорт становили легкий крейсер і 10 есмінців (серед них Мацукадзе), а 21 лютого в районі островів Анамбас до них приєднались ще один легкий крейсер та 5 есмінців. 28 лютого, вже на підході до Яви, Мацукадзе дістав наказ відокремитись від конвою та прямувати назад для підсилення охорони легкого авіаносця «Рюдзьо», який вирішили ввести в операцію. Як наслідок, Мацукадзе не взяв участі в безпосередньому прикритті висадки, що відбулася в ніч проти 1 березня (можливо відзначити, що при цьому саме на ділянці, де діяли три інші кораблі 5-ї дивізії, відбулось зіткнення з двома крейсерами союзників, відоме як бій у Зондській протоці. Втім, Мацукадзе все-таки відкрив свій бойовий рахунок, коли 2 березня він разом з есмінцем «Сіокадзе» (стандартна охорона згаданого вище «Рюдзьо») перехопив та потопив нідерландський тральщик Endeh, який вийшов з Батавії (наразі Джакарта) у спробі полишити Яву.
10—13 березня 1942-го Мацукадзе супроводив конвой з Яви до Сінгапура. 19 березня він разом зі ще 3 есмінцями вирушив з Сінгапуру у складі охорони Першого Бірманського конвою, який перевозив підкріплення для японських сил, що вели наступ у Бірмі. 25 березня загін досягнув Рангуну та почав розвантаження. На початку квітня 1942-го з Сінгапуру рушив Другий Бірманський конвой під ескортом 2 есмінців. 4 квітня в районі Пенангу (важлива база на заході півострова Малакка) його зустріли Мацукадзе та ще 2 есмінці, які перебрали на себе ескортування. 7 квітня конвой прибув до Рангуну.
28 квітня 1942-го Мацукадзе повернувся до Сінгапуру, після чого до березня 1943-го діяв у Південно-Східній Азії. Відомо, що в цей період він спершу працював на маршруті між Сінгапуром, Французьким Індокитаєм та Китаєм, а потім опікувався конвоями, що пересувались між Сурабаєю та Макассаром. 31 березня 1943-го Мацукадзе прибув до Йокосуки, де став на доковий ремонт.
На початку червня 1943-го Мацукадзе перевели у Восьмий флот, який відповідав за операції в Меланезії. 23 червня есмінець вирушив з Йокосуки до Океанії, супроводжуючи при цьому конвой №3623, та в підсумку прибув до Рабаула — головної передової бази у архіпелазі Бісмарка, з якої провадились операції на Соломонових островах та Новій Гвінеї. У цей період почалась тримісячна битва за архіпелаг Нью-Джорджія (центральна частина Соломонових островів), де 30 червня висадився ворожий десант. Як наслідок, невдовзі Мацукадзе залучили до пов'язаних з цим операцій, передусім у транспортних рейсах (доставка підкріплень та припасів до району активних бойових дій на швидкохідних есмінцях стала для японців поширеною практикою в кампанії на Соломонових островах).
9 липня 1943-го Мацукадзе разом із трьома іншими есмінцями здійснив успішний рейс до Коломбангари з військами та припасами. 12 липня 1943-го 1 легкий крейсер та 9 японських есмінців вирушили в черговий рейс до Коломбангари, під час якого Мацукадзе та 3 інші кораблі саме становили транспортну групу. В ніч проти 13 липня японський загін вступив у битву при Коломбангарі, проте Мацукадзе не брав у ній участь оскільки займався висадкою військ.
19 липня 1943-го Мацукадзе разом із двома іншими есмінцями попрямував до Коломбангари для доставки підкріплень. Їхній рейс прикривала інша група, до якої цього разу включили не лише легкий крейсер та есмінці, але й 3 важкі крейсери, що прибули з Рабаула із завданням на пошук та знищення ворожих сил. У ніч проти 20 липня транспортна група успішно розвантажилась, а от кораблі прикриття стали ціллю для ворожих бомбардувальників, які скинули бомби за показаннями радарів та змогли потопити 2 есмінці й пошкодити 2 важкі крейсери. Операцію скасували і японські кораблі повернулись у Рабаул.
25 серпня 1943-го Мацукадзе здійснив евакуаційний рейс до затоки Реката на північному узбережжі острова Санта-Ісабель (тут, північніше від Нью-Джорджії, ще в травні 1942-го створили базу японської гідроавіації). А наприкінці вересня японці узялись за евакуацію останніх гарнізонів з архіпелагу Нью-Джорджія і 28 вересня та 2 жовтня Мацукадзе у складі значної групи есмінців виходив з цією метою до Коломбангари. Нарешті, вранці 6 жовтня у складі групи із дев'яти есмінців Мацукадзе попрямував з Рабаула для евакуації гарнізону острова Велья-Лавелья (лежить західніше від Коломбангари), при цьому разом з двома іншими кораблями він належав до транспортної групи. Похід завершився боєм біля Велья-Лавелья, в якому японці зазнали поразки. Втім, у цьому зіткнення Мацукадзе не постраждав.
27 жовтня 1943-го корабель повернувся до Йокосуки та знову став на доковий ремонт, а 9 грудня рушив назад до Рабаула, де відновив патрульно-ескортну та транспортну службу. 22 грудня Мацукадзе відвідав острів Гарове (у морі Бісмарка за три сотні кілометрів на захід від Рабаула), а 25, 28 та 31 грудня ходив до Кавуву (Гавуву) на мисі Хоскінс (північне узбережжя Нової Британії дещо менш ніж за дві з половиною сотні кілометрів на південний захід від Рабаула), де японці мали аеродром. У перших двох рейсах до Кавуву Мацукадзе діяв разом з есмінцем «Юнагі», а в третьому його супутником був ще один корабель цього класу «Сацукі» (взагалі, у кінці грудня дев'ять есмінців здійснили доставку сюди підкріплень та предметів матеріального забезпечення, при цьому підсилення гарнізону збіглося з початком кампанії союзників на Новій Британії — 26 грудня американці висадились на західному завершенні острова на мисі Глочестер). У січні 1944-го рейси до Кавуву тривали і 22 та 24 числа Мацукадзе ходив сюди разом з «Фумідзукі».
З 30 січня по 6 лютого 1944-го Мацукадзе разом зі ще одним есмінцем ескортували з Рабаула на Трук (важлива база японських ВМФ у центральній частині Каролінських островів) конвой №2312. 18 лютого 1943-го Мацукадзе перебував на Труці, який того дня став ціллю для потужного рейду американського авіаносного з'єднання. Корабель зазнав пошкоджень середньої важкості від близких вибухів та обстрілу, а от нещодавно згаданий «Фумідзукі» постраждав набагато більше. Мацукадзе спробував відбуксирувати, але попри вжиті заходи «Фумідзукі» затонув.
З 18 лютого по 1 березня 1944-го Мацукадзе пройшов через Сайпан до Йокосуки, виконуючи на шляху ескортні функції. В Японії есмінець став на ремонт, а 28 квітня повернувся до служби, узявшись за ескортування конвоїв до Сайпану.
6 червня 1944-го Мацукадзе вирушив на Сайпан у супроводі конвою № 3606. 9 червня в районі на південний схід від Тітідзіми (острови Огасавара) есмінець був торпедований та потоплений підводним човном USS Swordfish.